# روزنو
شهر روزنو (به رومانیایی: Roznov, Neamţ) در شهرستان نئم در کشور رومانی واقع شده‌است. جمعیت این شهر ۹٬۱۷۱ نفر  است.